# Манастир Читлук
Манастир Читлук припада Епархији шабачкој Српске православне цркве. Манастир се налази на територији општине Љубовија у атару истоименог села.

## Прошлост манастира
Манастирска црква која је била посвећена Светој Тројици, саграђена је пре Првог српског устанка, срушена је у устанку, да би била обнављана 1814. године, па 1878. године. Сматра се да је иконостас стар преко сто година. Иако је оштећен, има доста сачуваних елемената. Капија на улазу у цркву датира из тог периода.
По предању манастир је стар око четиристо година и међу најстаријим је православним верским споменицима у овом делу Подриња.
Садашња црква саграђена је 1966. године, на иницијативу локалног пароха и мештана, на темељима старе цркве, са истом посветом. Тада је у темељима пронађена повеља којом се потврђује да је црква постојала 1816. године. Нови звоник сазидан је 1995. године, а изградња конака почела је 1999. године, од када се у манастир насељава монаштво.

## Икона Тихвинске Богородице
У манастиру се налази копија иконе Тихвинске Богородице. Ова чудотворна икона Пресвете Богородице слави се 26. јуна (9. јула) и призива се у помоћ за очување здравља деце. На северном стубу старе цркве из 1878. године била је осликана икона Богородице, коју су киша и лоше време оштетили, услед прокишњавања крова. Свештеник, Отац Козлов, који је дошао из Русије после прогона монаха, у време Октобарске револуције, прекречио је икону. После чега, исте ноћи му се јавила Пресвета Богородица и рекла му да није требало то да учини. Сутрадан је покушао, без успеха да исправи грешку. Те ноћи, пројављено му је да ће доживети неку непријатност. Убрзо после тога његов син Олег разболео се и умро је. У знак покајања отац Козлов је из Русије донео копију иконе Тихвинске Богородице, која се и данас налази у манастиру на истом стубу.